# IC 1960
IC 1960 ist eine Spiralgalaxie mit aktivem Galaxienkern vom Hubble-Typ Sab im Sternbild Reticulum am Südsternhimmel. Sie ist schätzungsweise 354 Millionen Lichtjahre von der Milchstraße entfernt und hat einen Durchmesser von etwa 110.000 Lj.
Im selben Himmelsareal befinden sich die Galaxien IC 1955 und IC 1965.
Das Objekt wurde am 8. Dezember 1899 von DeLisle Stewart entdeckt.